# Explorer 12

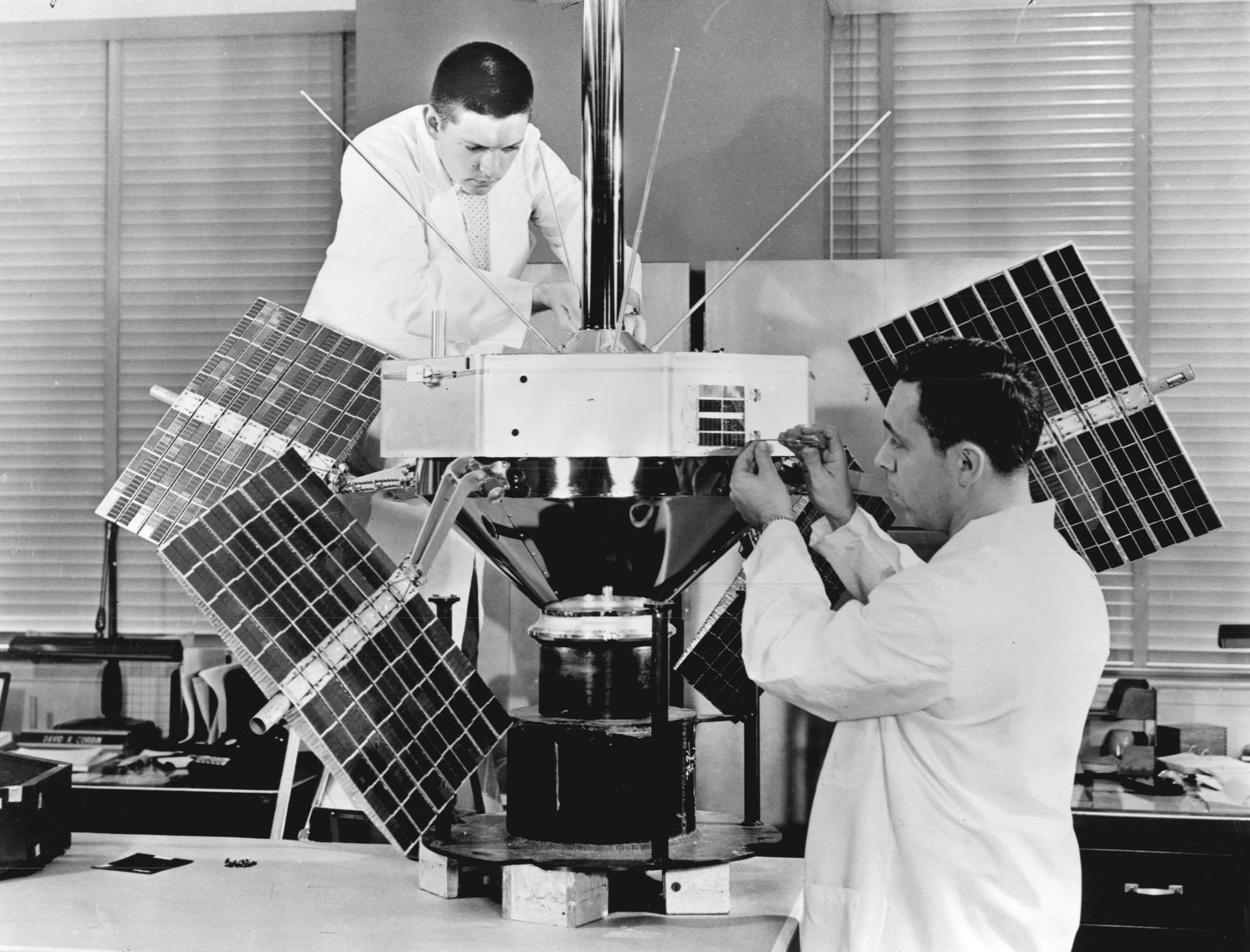
Explorer 12.

O Explorer 12, também denominado de EPE-A, foi um satélite artificial estadunidense lançado em 16 de agosto de 1961 por meio de um foguete Delta a partir do Cabo Canaveral.

## Características
O Explorer 12 foi o primeiro membro do modelo de satélites EPE (Energetic Particles Explorer). Ele estava dedicado a fazer observações de raios cósmicos do vento solar e do campo magnético terrestre e interplanetário.
O satélite usava um telémetro de 16 canais com multiplexação por divisão de tempo com uma velocidade de amostra de 0,324 s. Oito dos canais eram usados para processar informações de forma digital, e os outros oito para fazê-lo analogicamente. O Explorer 12 estabilizava-se por rotação, usando um sensor solar para medir a velocidade de rotação e a fase. O satélite funcionou sem problemas até 6 de dezembro de 1961, dia em que deixou de transmitir, possivelmente devido a um problema de energia. Foram obtidos dados úteis durante 90% da vida do satélite. A velocidade de rotação inicial após o lançamento foi de 28 rpm, com o eixo apontando para uma ascensão reta de 48 graus e uma declinação de -28 graus. A direção do eixo de rotação manteve-se aproximadamente constante durante o tempo da missão, e a velocidade de rotação aumentou até 34,3 rpm.
O Explorer 12 foi injetado numa órbita inicial de 76.632 km de apogeu e 773,9 km de perigeu, com uma inclinação orbital de 33,43 graus e um período de 1587,3 minutos. Reentrou na atmosfera em 30 de setembro de 1963.

## Instrumentos
O Explorer 12 levava os seguintes instrumentos a bordo:
- Analisador eletrostático de plasma solar
- Magnetômetros de porta de fluxo
- Medidor de partículas carregadas
- Experimento de dano a células solares
- Detector de centeleo de prótons-elétrons
- Detector de raios cósmicos

## Resultados
O Explorer 12 foi pioneiro na exploração da magnetosfera terrestre, identificando pela primeira vez a magnetopausa e melhorando os conhecimentos sobre o Cinturão de Van Allen, estabelecendo que se trata de uma única região de partículas carregadas, e que as tempestades geomagnético podem ser o resultado das Erupções solares. Também deixou claro que a radiação no contorno terrestre não era impedimento para os voos tripulados.